# Battle Ground, Washington
Battle Ground je grad u američkoj saveznoj državi Washington. Prema popisu stanovništva iz 2010. u njemu je živjelo 17.571 stanovnika.